# ایسرفین
ایسرفین (به هلندی: Eeserveen) یک منطقهٔ مسکونی در هلند است که در بورخر-ادورن واقع شده‌است. ایسرفین ۱۵۰ نفر جمعیت دارد.